# Kefeng Liu

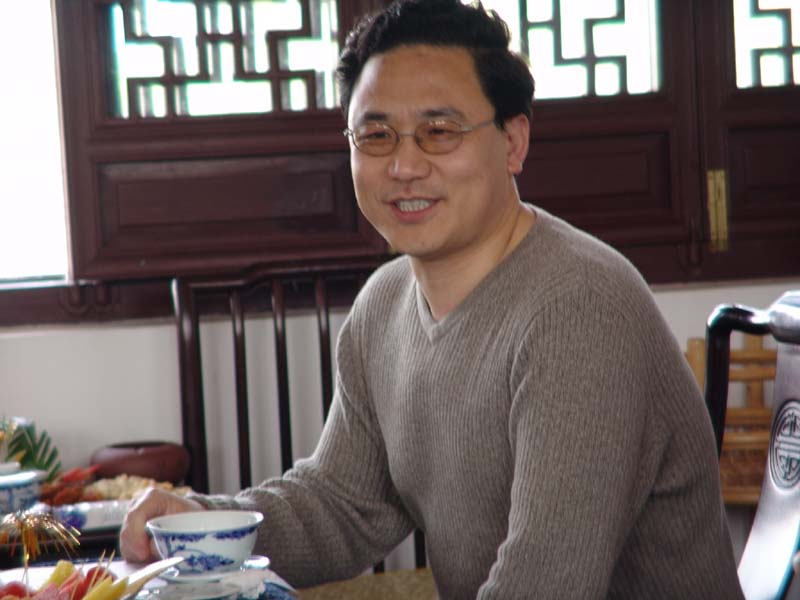
Kefeng Liu

Kefeng Liu  (chinesisch 劉克峰 / 刘克峰, Pinyin Liú Kèfēng; * 12. Dezember 1965 in Kaifeng) ist ein chinesischer Mathematiker, der sich mit Algebraischer Geometrie und Topologie befasst, wobei er Methoden aus der Stringtheorie verwendet.
Liu studierte Mathematik an der Universität Peking mit dem Bachelor-Abschluss 1985, erwarb 1988 den Master-Abschluss an der Chinesischen Akademie der Wissenschaften und wurde 1993 an der Harvard University bei Shing-Tung Yau promoviert (Modular invariance and rigidity theorems). Danach war er bis 1996 Moore-Instructor am Massachusetts Institute of Technology, war ab 1996 Assistant Professor an der Stanford University, wurde 2000 Associate Professor und 2002 Professor an der University of California, Los Angeles (UCLA).
Außerdem ist er Professor an der Zhejiang University und Executive Director  von dessen Center of Mathematical Sciences.
Er war Gastwissenschaftler an der Chinesischen Akademie der Wissenschaften und Gastprofessor an der University of Science and Technology of China.
Liu wurde mit der Morningside-Medaille für Untersuchungen zum elliptischen Geschlecht von Edward Witten (Starrheitssätze und Sätze über dessen Verschwinden unter Verwendung der Theorie der Modulformen, Kac-Moody-Algebren und Vertexalgebren), Mirror-Symmetrie mit Anwendung auf das Abzählen von Kurven auf Calabi-Yau-Mannigfaltigkeiten und allgemeinen projektiven Mannigfaltigkeiten mit hypergeometrischen Reihen und Modulräume in der Algebraischen Geometrie (Berechnung der Schnittzahlen der Modulräume flacher Zusammenhänge auf Riemannschen Flächen unter Benutzung von Wärmeleitungsgleichungs-Kernen auf Liegruppen) ausgezeichnet.
Er bewies, dass verschiedene Sätze über das Verschwinden von Anomalien in der Stringtheorie sich aus der Theorie von Modulformen ableiten lassen. Mit D. Kong führte er das Konzept des hyperbolischen geometrischen Flusses ein. Er bewies die Marino-Vafa-Vermutung über Hodgeintegrale von Modulräumen von Deligne-Mumford-Kurven.
1998 war er Sloan Research Fellow und 2002 Guggenheim Fellow. 1998 erhielt er die Morningside-Medaille in Silber und 2004 in Gold. 2001 war er Plenarsprecher auf dem ICCM (International Congress of Chinese Mathematicians). 2002 war er Invited Speaker auf dem Internationalen Mathematikerkongress in Peking (Mathematical results inspired by physics).
Er ist Herausgeber von Communications in Analysis and Geometry, einer der Herausgeber von Pure and Applied Mathematics Quarterly und Notices of the ICCM und Mitherausgeber des Asian Journal of Mathematics und des Pacific Journal of Mathematics.

## Schriften
- On SL2(Z) and topology, Math. Research Letter, 1 (1994), S. 53–64.
- On Modular invariance and rigidity theorems, J. Diff. Geom. 41 (1995), S. 343–396.
- Modular invariance and characteristic numbers, Comm. Math. Phys., 174 (1995), no. 1, S. 29–42.
- mit W. Zhang: Elliptic genus and {\displaystyle \eta }-invariant, International Math. Res. Notices, no. 8 (1994), S. 319–327.
- Heat kernel and moduli space, Teil 1,2, Math. Res. Letter, 3 (1996), S. 743–762, 4 (1997), S. 569–588.
- Heat kernels, symplectic geometry, moduli spaces and finite groups, Surveys in differential geometry: differential geometry inspired by string theory, 1999, S. 527–542
- mit B. Lian, S.-T. Yau: Mirror principle, Teil 1–4, Asian J. Math. 1 (1997), S. 729–763; 3 (1999), S. 109–146, S. 771–800, Surveys in Differential Geometry 1999 (Teil 4)
- mit  X. Ma,  W. Zhang: On elliptic genera and foliations, Math. Res. Lett., 8 (2001), S. 361–376
- mit X. Ma:  On family rigidity theorems I. Duke Math. J. 102 (2000), S. 451–474.
- mit X. Ma, J. Zhou, The elliptic genus of the Hilbert schemes of surfaces,
- mit B. Lian, S.-T. Yau: A survey of the mirror principle, Montreal workshop on mirror symmetry and related topics 2000
- mit C.-C. Liu, J. Zhou: A proof of the Marino-Vafa conjecture on Hodge integrals. J. Diff. Geom., 65 (2003), S. 289–340